# Salza (Enns)
Die Salza (auch Mariazeller Salza) ist ein Gebirgsfluss in Österreich und ein rechter Nebenfluss der Enns. Sie entwässert große Teile der steirisch-niederösterreichischen Kalkalpen und trennt mit ihrem tief eingeschnittenen Tal die Göstlinger Alpen vom Gebirgsmassiv des Hochschwab.

## Lauf

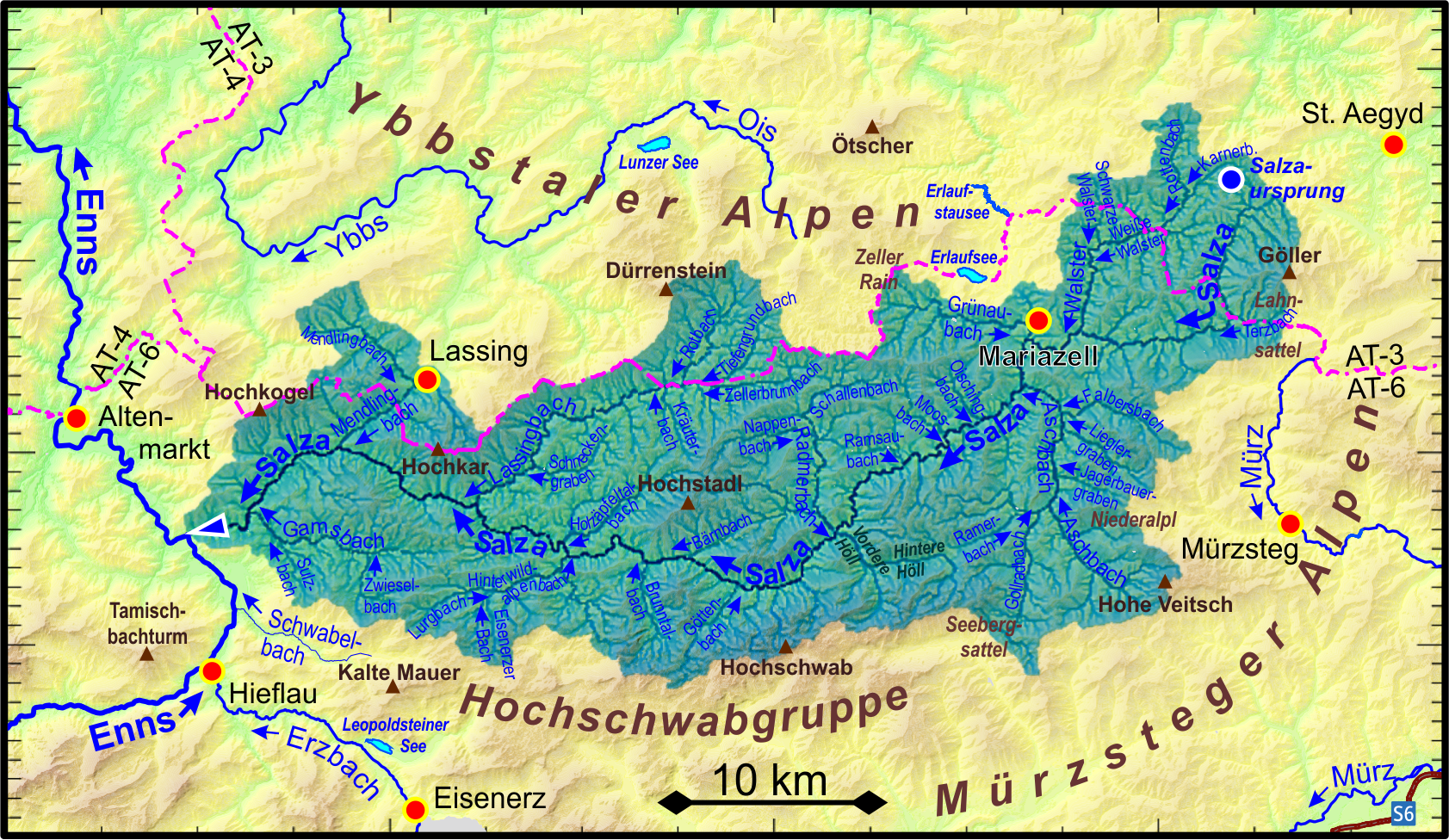
Einzugsgebiet der Salza

Die Salza entspringt am Ulreichsberg (Türnitzer Alpen, Gemeinde St. Aegyd am Neuwalde)  in Niederösterreich und fließt zunächst südwärts bis Terz, wo der Fluss in die Steiermark eintritt und seinen Lauf in südwestliche Richtung ändert. Im Verlauf des Halltales werden zahlreiche Nebengewässer aufgenommen, unter anderem die Walster. Das Gewässer passiert nun die Salzaklamm und fließt südlich an Mariazell vorbei, wo sie einen wesentlichen Beitrag zum Mariazeller Becken leistet und dieses auch entwässert. Zwischen Gußwerk und ihrer Mündung hat sie sich zwischen die Hochschwabgruppe und die Ybbstaler Alpen teils schluchtartig eingeschnitten. Dabei passiert sie die Ortschaften Weichselboden und Wildalpen, auf weiten Strecken wird sie dabei von der Hochschwabstraße B24 begleitet. Nach 88 km mündet die Salza etwa bei Großreifling (449 m Seehöhe) in die Enns. In einem kurzen Abschnitt bildet sie die Grenze zwischen Niederösterreich und der Steiermark.

## Geschichte
In der früheren Neuzeit war die Salza ein bedeutender Fluss für die Trift von Holz, das hier für den Erzberg, die Kleineisenindustrie der Ennstaler Eisenwurzen und den Export gewonnen wurde. Im 16. Jahrhundert errichtete Hans von Gasteiger bei Weichselboden hölzerne Wasserbauten für die Holztrift auf der Salza und unterhalb der Mündung den Großreiflinger Rechen.
Unterhalb des Ortes Weichselboden befindet sich die Prescenyklause, die als Stauwehr für die Holzschwemme 1848 errichtet wurde.

## Natur und Nutzung
Die Salza ist heute einer der naturbelassensten Wildflüsse der Ostalpen. Flussabwärts von Mariazell durchfließt sie das Naturschutzgebiet Wildalpener Salzatal.
Zahlreiche Quellen von kleinen Nebenflüssen der Salza im Hochschwabgebiet sind gefasst und speisen ihr Wasser in die II. Wiener Hochquellenwasserleitung. In jüngsten Jahren wurde auch ein Stollen geschlagen, der die Pfannbauernquelle an die I. Leitung anbindet.
Heute wird das Wasser des Stausees zum Betreiben eines kleinen Elektrizitätswerks verwendet.
Die Salza gilt unter Anglern als einer der besten Flüsse des Alpenraumes zum Fliegenfischen. Außerdem gehört sie mit der Soča zu den schönsten Kajak- und Raftingflüssen der Ostalpen, insbesondere unterhalb des Presceny-Stausees bis zur Mündung.

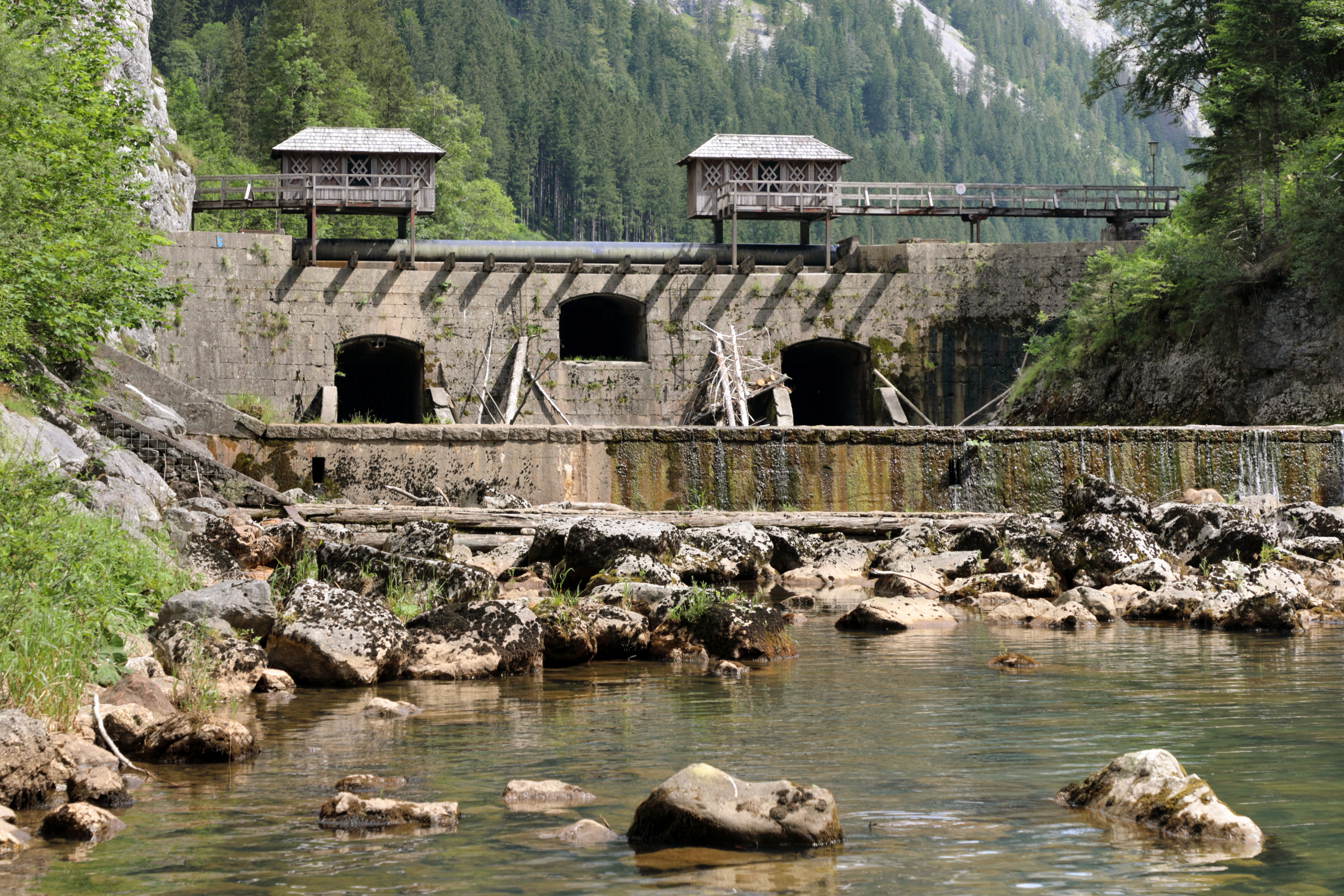
Prescenyklause bei Weichselboden
Lageplan der Wiener Hochquellenleitungen
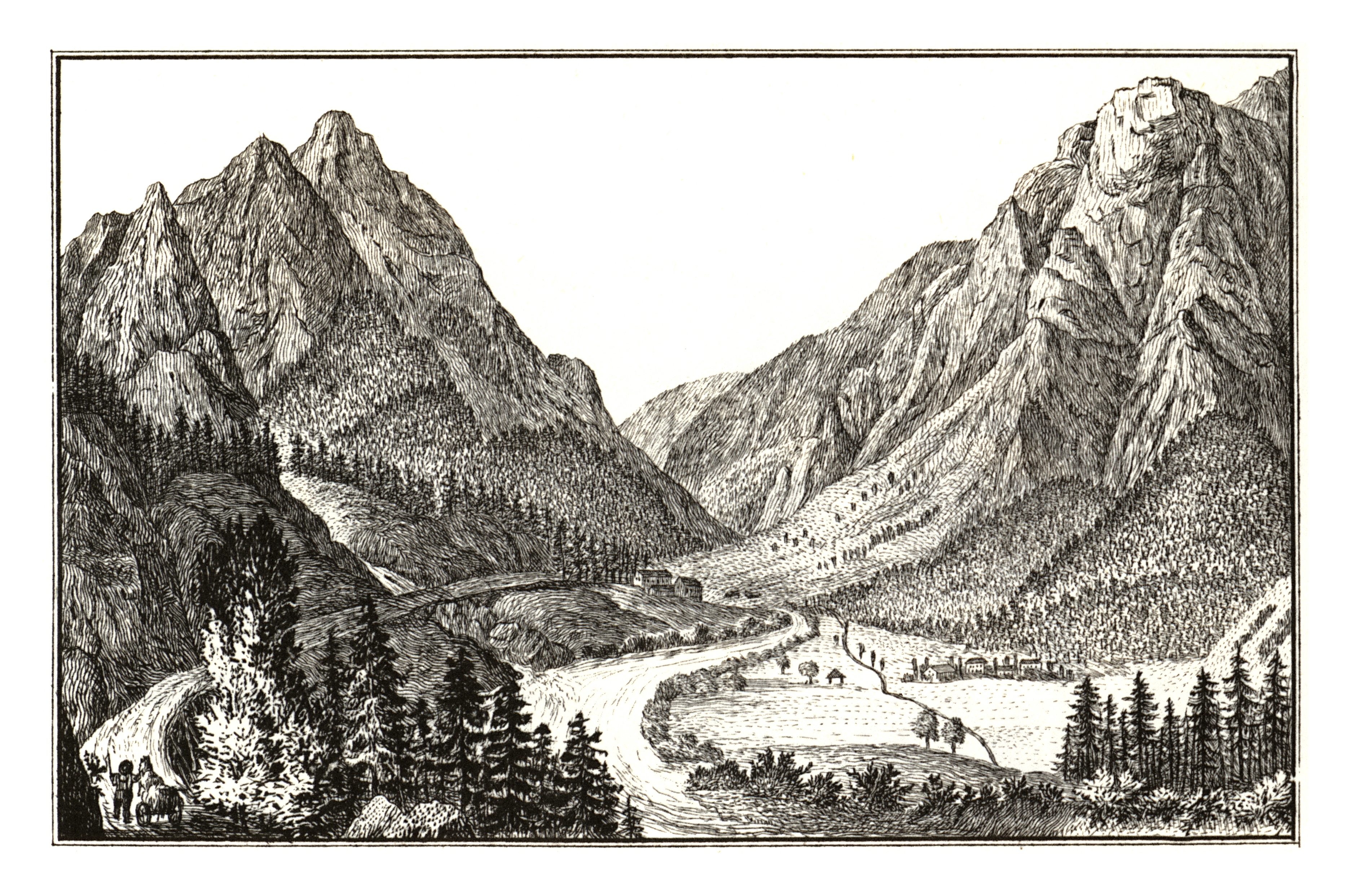
Salzatal, Anton Schiffer, Lith. um 1830

## Nebenbäche
Die größten Nebenbäche der Salza sind:
| Name                | Mündungsseite | Mündungsort           | Einzugsgebiet in km² |
| ------------------- | ------------- | --------------------- | -------------------- |
| Rotenbach           | links         | Ghf. Gscheid          | 3,67000              |
| Terzbach            | links         | Terz                  | 8,93000              |
| Pitzgraben          | links         | Unteres Halltal       | 4,27000              |
| Fölzgraben          | rechts        | Unteres Halltal       | 4,43000              |
| Walster             | rechts        | Unteres Halltal       | 57,34000             |
| Grünaubach          | rechts        | Rasing bei Mariazell  | 28,08000             |
| Aschbach            | links         | Gußwerk               | 114,23000            |
| Brunngraben         | links         | Gleißnerhof           | 5,49000              |
| Oischinggraben      | rechts        | Oisching              | 9,50000              |
| Moosbach            | rechts        | Todtweg               | 7,66000              |
| Ramsaubach          | rechts        | Greith                | 7,57000              |
| Höllbach            | links         | Weichselboden         | 30,47000             |
| Radmerbach          | rechts        | Weichselboden         | 54,02000             |
| Göttenbach          | links         | Gschöder              | 12,13000             |
| Bärnbach            | rechts        |                       | 9,69000              |
| Brunntal            | links         | Spannring             | 17,36000             |
| Hinterwildalpenbach | links         | Wildalpen             | 55,85000             |
| Holzapfelbach       | rechts        | Wildalpen             | 23,12000             |
| Krimpenbach         | links         | Steinbruch            | 4,40000              |
| Lassingbach         | rechts        | Fachwerk              | 106,76000            |
| Mendlingbach        | rechts        | Erzhalden             | 45,99000             |
| Bärtal              | rechts        | Palfau                | 3,33000              |
| Püllgraben          | links         | Palfau                | 5,70000              |
| Gamsbach            | links         | nahe Gams bei Hieflau | 44,46000             |